# Гамбия и Европейский союз
Отношения между Гамбией и Европейским Союзом – международные дипломатические отношения между Гамбией и Европейским союзом.

## Соглашение о партнерстве в устойчивом рыболовстве
25 октября 2018 года Европейский союз и Гамбия подписали «Соглашение о партнерстве в устойчивом рыболовстве», срок которого истёк. Соглашение даёт право судам Евросоюза плавать по водной территории Гамбии. Договор даёт право вылавливать 3300 тонн тунцов и тунцевидных рыб, а также 750 тонн хека в год в гамбийских водах.
В ответ Евросоюз будет выплачивать Гамбии финансовое возмещение в размере 550 тыс. евро в год. Половина этой суммы будет для развития рыболовства в Гамбии.